# Styrax platanifolius
Styrax platanifolius är en storaxväxtart som beskrevs av Georg George Engelmann och John Torrey. Styrax platanifolius ingår i släktet Styrax och familjen storaxväxter.

## Underarter
Arten delas in i följande underarter:
- S. p. mollis
- S. p. stellata
- S. p. texanus
- S. p. youngiae